# Слободан Шуљагић
Слободан Шуљагић (Ужице; 1. јун 1959) српски је режисер. Најчешће је радио као режисер, али ради и као продуцент, сценариста и уметнички директор.
Дипломирао је позоришну и радио режију на Факултету драмских уметности (ФДУ) Универзитета уметности у Београду 1987. године, у класи Борјане Продановић и Светозара – Тозе Рапајића.

### ТВ серије
- 1988. - Клуб 10
- 1989. - Смехотворци
- 1992.-1993. - Волим и ја неранџе... Но трпим
- 1993.-1996. - Срећни људи
- 1998. - Црвено, жуто, зелено
- 1999. - Све је добро што се добро сврши
- 1999.-2000. - Жене, људи и остало
- 2003. - Најбоље године
- 2005.-2007. - Љубав, навика, паника
- 2006. - Агенција за СИС
- 2007.-2008. - Љубав и мржња
- 2010. - Куку Васа
- 2014.-2015. - Празнична трилогија
- 2015.-2016. - Помери се с места
- 2019. - Нек иде живот
- 2020. - Неки бољи људи - креатор серије
- 2021. - Љубав испод златног бора

### Филмови
- 1991. - Голубњача
- 1991. - Туце свилених чарапа
- 1999. - Голубовица апотека
- 1999. - Нек буде што буде
- 2002. - Загонетне варијације[2]
- 2022. - Jенга, чудна игра - извршни продуцент